# Fadeless
"Fadeless" é o vigésimo primeiro single da banda japonesa de visual kei The Gazette, lançado em 21 de agosto de 2013 em duas edições. Foi incluído no álbum Beautiful Deformity e na compilação Heterodoxy -Divided 3 Concepts-.

## Promoção e lançamento
Em um show na Saitama Super Arena em 10 de março, The Gazette anunciou um novo single ainda sem data prevista. A data foi revelada em agosto: "Fadeless" seria lançado em 23 de outubro de 2013, como o primeiro single do grupo em dois anos. Foi lançado em duas edições: a edição limitada Optical Impression, que inclui as canções "Fadeless", "Quiet" e um DVD com o videoclipe de Fadeless, e a Auditory Impression que no lugar do DVD contém a faixa bônus "Forbbiden Beaver". As capas são semelhantes, exceto que na edição limitada a pintura do fundo é rosa e na regular, verde.
Para os compradores do single, a banda realizou um evento no Laforet Museum Roppongi em 31 de agosto e um sorteio. No evento, houve uma sessão de autográfos, um talk show e revelaram novas informações sobre o próximo álbum de estúdio, Beautiful Deformity. O sorteio foi de uma bolsa, Boston Bag, da marca de produtos da banda Black Moral, onde era possível participar com o cupom incluso no single. Em 4 de agosto de 2014, a Sony lançou um walkman com o modelo de The Gazette e nele vinham incluídas as canções "Fadeless" e "Inside Beast".
Depois do lançamento de "Fadeless" porém antes de Beautiful Deformity, a banda embarcou em sua primeira turnê mundial se apresentando em sete países e atraindo cerca de 20 mil pessoas.

## Desempenho comercial
"Fadeless" alcançou a quarta posição na Oricon Singles Chart e permaneceu na parada por seis semanas.

## Faixas
Optical Impression
| Disco um (CD) |            |         |  |
| N.º           | Título     | Duração |  |
| 1.            | "Fadeless" | 4:05    |  |
| 2.            | "Quiet"    | 5:23    |  |

| Disco dois (DVD) |                           |         |  |
| N.º              | Título                    | Duração |  |
| 1.               | "「FADELESS MUSIC CLIP」" | 4:16    |  |

Auditory Impression
| N.º            | Título             | Duração |  |
| 1.             | "Fadeless"         | 4:05    |  |
| 2.             | "Quiet"            | 5:23    |  |
| 3.             | "Forbidden Beaver" | 3:31    |  |
| Duração total: | Duração total:     | 13:00   |  |

## Ficha técnica
- Ruki – vocais
- Uruha – guitarra solo
- Aoi – guitarra rítmica
- Reita – baixo
- Kai – bateria